# Mohammad Al-Sahlawi
Mohammad Al-Sahlawi (Hofuf, 10 gennaio 1987) è un calciatore saudita, attaccante dell'Al-Safa.

## Carriera

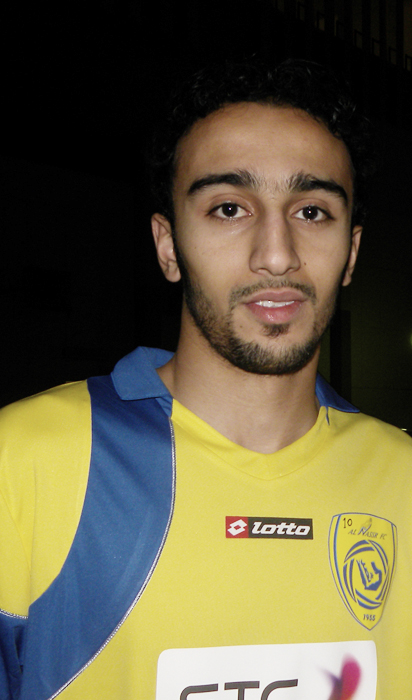
Mohammad Al-Sahlawi nel 2009.

### Club
Cresciuto nell'Al-Qadisiya, nella cui squadra entrò all'età di 17 anni nel 2005 e con cui esordì nella massima serie saudita. Dopo aver totalizzato varie presenze e 13 gol con la squadra in tre anni, nel 2008 fu girato in prestito all'Al-Fateh, con cui scese in campo in 4 occasioni. Tornato dopo breve tempo all'Al-Qadisiya, realizzò 18 gol e fornì 8 assist nel 2008. Alla fine della stagione si legò al club con un contratto di altri tre anni e vinse il titolo di capocannoniere della massima divisione nazionale.
Trasferitosi all'Al-Nassr per la cifra record di 8 milioni di dollari, segnò 21 reti in 36 partite nella stagione d'esordio, venendo eletto miglior giovane dell'anno.

### Nazionale
Ha esordito in Nazionale nel 2010.

## Statistiche

### Cronologia presenze e reti in nazionale
| Cronologia completa delle presenze e delle reti in nazionale ― Arabia Saudita | Cronologia completa delle presenze e delle reti in nazionale ― Arabia Saudita | Cronologia completa delle presenze e delle reti in nazionale ― Arabia Saudita | Cronologia completa delle presenze e delle reti in nazionale ― Arabia Saudita | Cronologia completa delle presenze e delle reti in nazionale ― Arabia Saudita | Cronologia completa delle presenze e delle reti in nazionale ― Arabia Saudita | Cronologia completa delle presenze e delle reti in nazionale ― Arabia Saudita | Cronologia completa delle presenze e delle reti in nazionale ― Arabia Saudita |
| Data                                                                          | Città                                                                         | In casa                                                                       | Risultato                                                                     | Ospiti                                                                        | Competizione                                                                  | Reti                                                                          | Note                                                                          |
| ----------------------------------------------------------------------------- | ----------------------------------------------------------------------------- | ----------------------------------------------------------------------------- | ----------------------------------------------------------------------------- | ----------------------------------------------------------------------------- | ----------------------------------------------------------------------------- | ----------------------------------------------------------------------------- | ----------------------------------------------------------------------------- |
| 29-5-2010                                                                     | Innsbruck                                                                     | Spagna                                                                        | 3 – 2                                                                         | Arabia Saudita                                                                | Amichevole                                                                    | 1                                                                             | 65’                                                                           |
| 28-7-2011                                                                     | Chai Wan                                                                      | Hong Kong                                                                     | 0 – 5                                                                         | Arabia Saudita                                                                | Qual. Mondiali 2014                                                           | 1                                                                             | 66’ 72’                                                                       |
| 6-9-2011                                                                      | Riad                                                                          | Arabia Saudita                                                                | 1 – 3                                                                         | Australia                                                                     | Qual. Mondiali 2014                                                           | -                                                                             | 79’ 83’                                                                       |
| 11-10-2011                                                                    | Bangkok                                                                       | Thailandia                                                                    | 0 – 0                                                                         | Arabia Saudita                                                                | Qual. Mondiali 2014                                                           | -                                                                             |                                                                               |
| 22-6-2012                                                                     | Al-Hawiyah                                                                    | Arabia Saudita                                                                | 4 – 0                                                                         | Kuwait                                                                        | Coppa delle Nazioni Arabe 2012 - 1º turno                                     | 2                                                                             |                                                                               |
| 25-6-2012                                                                     | Riad                                                                          | Arabia Saudita                                                                | 2 – 2                                                                         | Palestina                                                                     | Coppa delle Nazioni Arabe 2012 - 1º turno                                     | -                                                                             | Uscita                                                                        |
| 3-7-2012                                                                      | Jeddah                                                                        | Arabia Saudita                                                                | 0 – 2                                                                         | Libia                                                                         | Coppa delle Nazioni Arabe 2012 - Semifinale                                   | -                                                                             |                                                                               |
| 7-9-2012                                                                      | Pontevedra                                                                    | Spagna                                                                        | 5 – 0                                                                         | Arabia Saudita                                                                | Amichevole                                                                    | -                                                                             | 77’                                                                           |
| 11-9-2012                                                                     | Beauvais                                                                      | Gabon                                                                         | 1 – 0                                                                         | Arabia Saudita                                                                | Amichevole                                                                    | -                                                                             | Ingresso                                                                      |
| 14-11-2012                                                                    | Riyad                                                                         | Arabia Saudita                                                                | 0 – 0                                                                         | Argentina                                                                     | Amichevole                                                                    | -                                                                             |                                                                               |
| 6-1-2013                                                                      | Madinat 'Isa                                                                  | Arabia Saudita                                                                | 0 – 2                                                                         | Iraq                                                                          | Gulf Cup 2013 - 1º turno                                                      | -                                                                             | 81’                                                                           |
| 12-1-2013                                                                     | Riffa                                                                         | Kuwait                                                                        | 1 – 0                                                                         | Arabia Saudita                                                                | Gulf Cup 2013 - 1º turno                                                      | -                                                                             | 79’                                                                           |
| 5-3-2014                                                                      | Dammam                                                                        | Arabia Saudita                                                                | 1 – 0                                                                         | Indonesia                                                                     | Qual. Coppa d'Asia 2015                                                       | -                                                                             | 65’                                                                           |
| 30-12-2014                                                                    | Melbourne                                                                     | Bahrein                                                                       | 4 – 1                                                                         | Arabia Saudita                                                                | Amichevole                                                                    | -                                                                             |                                                                               |
| 10-1-2015                                                                     | Brisbane                                                                      | Arabia Saudita                                                                | 0 – 1                                                                         | Cina                                                                          | Coppa d'Asia 2015 - 1º turno                                                  | -                                                                             | 84’                                                                           |
| 14-1-2015                                                                     | Melbourne                                                                     | Corea del Nord                                                                | 1 – 4                                                                         | Arabia Saudita                                                                | Coppa d'Asia 2015 - 1º turno                                                  | 2                                                                             | 74’                                                                           |
| 18-1-2015                                                                     | Melbourne                                                                     | Uzbekistan                                                                    | 3 – 1                                                                         | Arabia Saudita                                                                | Coppa d'Asia 2015 - 1º turno                                                  | 1                                                                             | 68’                                                                           |
| 30-3-2015                                                                     | Dammam                                                                        | Arabia Saudita                                                                | 2 – 1                                                                         | Giordania                                                                     | Amichevole                                                                    | 2                                                                             | 84’                                                                           |
| 11-6-2015                                                                     | Riad                                                                          | Arabia Saudita                                                                | 3 – 2                                                                         | Palestina                                                                     | Qual. Mondiali 2018                                                           | 2                                                                             |                                                                               |
| 3-9-2015                                                                      | Gedda                                                                         | Arabia Saudita                                                                | 7 – 0                                                                         | Timor Est                                                                     | Qual. Mondiali 2018                                                           | 3                                                                             | 82’                                                                           |
| 8-9-2015                                                                      | Kuala Lumpur                                                                  | Malaysia                                                                      | 0 – 3                                                                         | Arabia Saudita                                                                | Qual. Mondiali 2018                                                           | 1                                                                             | 87’                                                                           |
| 8-10-2015                                                                     | Gedda                                                                         | Arabia Saudita                                                                | 2 – 1                                                                         | Emirati Arabi Uniti                                                           | Qual. Mondiali 2018                                                           | 2                                                                             | 45+1’ 90+3’                                                                   |
| 9-11-2015                                                                     | Gerusalemme                                                                   | Palestina                                                                     | 0 – 0                                                                         | Arabia Saudita                                                                | Qual. Mondiali 2018                                                           | -                                                                             |                                                                               |
| 17-11-2015                                                                    | Dili                                                                          | Timor Est                                                                     | 0 – 10                                                                        | Arabia Saudita                                                                | Qual. Mondiali 2018                                                           | 5                                                                             |                                                                               |
| 24-3-2016                                                                     | Gedda                                                                         | Arabia Saudita                                                                | 2 – 0                                                                         | Malaysia                                                                      | Qual. Mondiali 2018                                                           | 1                                                                             | 80’                                                                           |
| 29-3-2016                                                                     | Abu Dhabi                                                                     | Emirati Arabi Uniti                                                           | 1 – 1                                                                         | Arabia Saudita                                                                | Qual. Mondiali 2018                                                           | -                                                                             |                                                                               |
| 24-8-2016                                                                     | Doha                                                                          | Arabia Saudita                                                                | 4 – 0                                                                         | Laos                                                                          | Amichevole                                                                    | 1                                                                             | 62’                                                                           |
| 15-11-2016                                                                    | Saitama                                                                       | Giappone                                                                      | 2 – 1                                                                         | Arabia Saudita                                                                | Qual. Mondiali 2018                                                           | -                                                                             |                                                                               |
| 10-1-2017                                                                     | Abu Dhabi                                                                     | Arabia Saudita                                                                | 0 – 0                                                                         | Slovenia                                                                      | Amichevole                                                                    | -                                                                             | 58’                                                                           |
| 14-1-2017                                                                     | Abu Dhabi                                                                     | Cambogia                                                                      | 2 – 7                                                                         | Arabia Saudita                                                                | Amichevole                                                                    | 2                                                                             | 46’                                                                           |
| 23-3-2017                                                                     | Bangkok                                                                       | Thailandia                                                                    | 0 – 3                                                                         | Arabia Saudita                                                                | Qual. Mondiali 2018                                                           | 1                                                                             | 79’                                                                           |
| 28-3-2017                                                                     | Riad                                                                          | Arabia Saudita                                                                | 1 – 0                                                                         | Iraq                                                                          | Qual. Mondiali 2018                                                           | -                                                                             | 75’                                                                           |
| 8-6-2017                                                                      | Sydney                                                                        | Australia                                                                     | 3 – 2                                                                         | Arabia Saudita                                                                | Qual. Mondiali 2018                                                           | 1                                                                             |                                                                               |
| 29-8-2017                                                                     | Al-'Ayn                                                                       | Emirati Arabi Uniti                                                           | 2 – 1                                                                         | Arabia Saudita                                                                | Qual. Mondiali 2018                                                           | -                                                                             |                                                                               |
| 5-9-2017                                                                      | Gedda                                                                         | Arabia Saudita                                                                | 1 – 0                                                                         | Giappone                                                                      | Qual. Mondiali 2018                                                           | -                                                                             | 46’                                                                           |
| 26-2-2018                                                                     | Gedda                                                                         | Arabia Saudita                                                                | 3 – 0                                                                         | Moldavia                                                                      | Amichevole                                                                    | -                                                                             |                                                                               |
| 23-3-2018                                                                     | Marbella                                                                      | Ucraina                                                                       | 1 – 1                                                                         | Arabia Saudita                                                                | Amichevole                                                                    | -                                                                             | 86’                                                                           |
| 27-3-2018                                                                     | Bruxelles                                                                     | Belgio                                                                        | 4 – 0                                                                         | Arabia Saudita                                                                | Amichevole                                                                    | -                                                                             | 54’                                                                           |
| 9-5-2018                                                                      | Cadice                                                                        | Arabia Saudita                                                                | 2 – 0                                                                         | Algeria                                                                       | Amichevole                                                                    | -                                                                             |                                                                               |
| 15-5-2018                                                                     | Siviglia                                                                      | Arabia Saudita                                                                | 2 – 0                                                                         | Grecia                                                                        | Amichevole                                                                    | -                                                                             | 71’                                                                           |
| 3-6-2018                                                                      | San Gallo                                                                     | Arabia Saudita                                                                | 0 – 3                                                                         | Perù                                                                          | Amichevole                                                                    | -                                                                             | 61’                                                                           |
| 8-6-2018                                                                      | Leverkusen                                                                    | Germania                                                                      | 2 – 1                                                                         | Arabia Saudita                                                                | Amichevole                                                                    | -                                                                             | 62’                                                                           |
| 15-6-2018                                                                     | Mosca                                                                         | Russia                                                                        | 5 – 0                                                                         | Arabia Saudita                                                                | Mondiali 2018 - 1º turno                                                      | -                                                                             | 85’                                                                           |
| 20-6-2018                                                                     | Rostov                                                                        | Uruguay                                                                       | 1 – 0                                                                         | Arabia Saudita                                                                | Mondiali 2018 - 1º turno                                                      | -                                                                             | 78’                                                                           |
| Totale                                                                        |                                                                               | Presenze                                                                      | 44                                                                            |                                                                               | Reti (6º posto)                                                               | 28                                                                            |                                                                               |